# Єпархія Схедії
Єпархія Схедія (лат.: Dioecesis Schediensis) - закритий престол Александрійського патріархату і титульна кафедра католицької церкви.

## Історія
Схедія, ідентифікована з Неху, є стародавнім єпископським престолом римської провінції Єгипет, першою в цивільній єпархії Єгипту, і був суфраганом Александрійського патріархату.
Згідно з Ле Квін Схедія була приєднана до резиденції Менелаїте.
З 1933 року Схедія входить до числа титульних єпископських престолів Католицької Церкви; досі місце ніколи не було призначено.

## Зовнішні посилання
- [{{{1}}} Єпархія Схедії] // Catholic-Hierarchy.org. ed. David M. Cheney. 1996-2013. Revised: 16 March 2013.

- (англ.) La diocesi nel sito di www.gcatholic.org